# Going to a Go-Go
«Going to a Go-Go» es un sencillo de 1965 grabado por The Miracles para el sello Tamla de Motown. Lanzada en diciembre de 1965, alcanzó el número 11 en el Billboard Hot 100 en Estados Unidos y el número dos en el Billboard Hot R&B. Fue el quinto sencillo de la banda en vender un millón de copias.

## Versión original de The Miracles
Smokey Robinson fue el cantante principal en «Going to a Go-Go», que la coescribió con sus compañeros The Miracles: Pete Moore, Bobby Rogers, y Marv Tarplin. Moore, Rogers, Ronnie White y la esposa de Smokey Robinson, Claudette Robinson, proporcionaron los coros, una canción de ritmo bailable que invita a la gente de todos los ámbitos de la vida a asistir a una fiesta go-go. Miracles Robinson y Pete Moore fueron los productores de la canción. En el lanzamiento del DVD de Motown Smokey Robinson and The Miracles: The Definitive Performances, Bobby Rogers comentó la canción fue inspirada por el éxito del go-go Clubes que crecieron en popularidad a lo largo de los Estados Unidos en la década de 1960. Mientras que en al principio fue un fenómeno regional, el éxito de esta canción encendió una moda a nivel nacional para la música go-go en América.
«Going to a Go-Go» está incluida en el álbum de The Miracles del mismo nombre, siendo el que alcanzó el lugar más alto en las listas de todo su material original.
El álbum trepó al top 10 del Billboard 200 de álbumes a principios de 1966, llegando al número 8 y alcanzando el 1 en el Billboard top R&B álbumes. En el 2003, la canción fue incluida en el puesto 271 de Los 500 mejores álbumes de todos los tiempos según Rolling Stone.
Otra de las canciones que estaban en el LP Going to a Go-Go, «Choosey Beggar», fue lanzada como lado B y también se convirtió en un hit, alcanzando el número 35 en el Billboard R&B chart.

### Personal
| The Miracles - Smokey Robinson: voz, productor - Bobby Rogers: coros - Ronnie White: coros - Pete Moore: arreglos vocales, coros - Claudette Rogers Robinson: coros - Marv Tarplin: guitarra de 12 cuerdas | Instrumentación por The Funk Brothers - Benny Benjamin: batería - James Jamerson: bajo - Eddie Willis: guitarra - Eddie "Bongo" Brown: percusión - Jack Ashford: pandereta |

## Versión en vivo de The Rolling Stones
«Going to Go-Go» fue versionada por The Rolling Stones y fue incluida en su álbum en vivo Still Life de 1982. Lanzada como el primer sencillo del álbum, la versión de los Stones alcanzó el número 26 en las listas británicas y el número 25 en los Estados Unidos. Tanto el sencillo como el álbum fueron lanzados en el medio de la gira europea de la banda en 1982. Otras versiones de la canción están incluidas en los álbumes Live at Leeds y Hampton Coliseum de la banda.

### Personal
Acreditados:
- Mick Jagger: voz
- Keith Richards: guitarra, coros
- Charlie Watts: batería
- Ron Wood: guitarra
- Bill Wyman: bajo

- Ian Stewart: piano
- Ian McLagan: teclados, coros
- Ernie Watts: saxofón

### Posicionamiento en las listas
| Listas (1982)                      | Mejor posición |
| ---------------------------------- | -------------- |
| Austria (Ö3 Austria Top 40)        | 16             |
| Bélgica (Flandes) (Ultratop 50)    | 8              |
| Canadá (Canadian Hot 100)          | 4              |
| Estados Unidos (Billboard Hot 100) | 25             |
| Irlanda (IRMA)                     | 18             |
| Nueva Zelanda (Recorded Music NZ)  | 24             |
| Noruega (VG-lista)                 | 5              |
| Países Bajos (Mega Single Top 100) | 3              |
| Reino Unido (UK Singles Chart)     | 26             |
| Suecia (Sverigetopplistan)         | 18             |
| Suiza (Schweizer Hitparade)        | 9              |

## Versiones de otros artistas
La versión de The Sharonettes alcanzó el top 50 en 1975. Phil Collins grabó una versión del tema durante las sesiones en el estudio de su álbum Going Back de 2010.
La versión de The Miracles «Going To A Go-Go» fue referenciada por Arthur Conley en su hit de 1967, «Sweet Soul Music».